# Czorneboh
Czorneboh (górnołuż. Čornobóh) to góra pomiędzy Hochkirch a Cunewalde w Górnych Łużycach. Czernoboh leży 10 km. od granicy niemiecko-czeskiej na północ od Szluknowa i 8 km. na południowy wschód od Budziszyna i z wysokością 555,7 m n.p.m. jest najwyższym punktem tego podgórza Pogórza Łużyckiego. Szczyt Czorneboh leży w okręgu Meschwitz (gmina Hochkirch). Na szczycie znajduje się schronisko górskie oraz wieża widokowa.

## Nazwa
Nazwa Czorneboh jako oznaczenie najwyższego wzniesienia pasma górskiego między gminami Cunewalde i Hochkirch, dawniej nazywanego Schleifberg lub Praschwiza, jest prawdopodobnie wynalazkiem XVIII wieku. Zaczyna się od wzmianki Helmolda z Bozowa w Kronice Słowian około 1168 r., w której opowiada o bogactwie świętych gajów i bogów wśród Słowian. W jednym fragmencie pisze: „Panuje zaś wśród Słowian dziwaczny zabobon: w czasie uczt i pijatyk podają sobie wkoło czaszę, w którą imieniem boga dobra i zła składają słowa, nie powiem poświęcenia, lecz przekleństwa. Wierzą bowiem, że losem pomyślnym kieruje dobry bóg, wrogim zaś bóg zły, dlatego owego złego boga nazywają w swoim języku diabłem, czyli czarnobogiem, to znaczy bogiem czarnym”. Kronikarz pirnaicki i dominikanin Johannes Lindner w 1530 r. przeniósł kult Czarnoboga na Łużyczan, jednak jego kronika jest uważana za wadliwą i dlatego niewiarygodną.
Około 1690 r. zastępca dyrektora gimnazjum w Budziszynie, mistrz Martin Grünewald, napisał Krótki historyczny opis Górnych Łużyc, w którym wspomniał o kulcie boga Czarnoboga i szczątkach ołtarzy na różnych górach w okolicach Budziszyna, ale bez podawania nazw konkretnych gór.
Karl Gottlob von Anton opisuje górę nazwaną „po Czernebogu” „niedaleko Wuißke” w Erste Linien eines Versuchs über der Alten Slaven Ursprung, Sitten, Gebräuche, Meinungen und Kenntnisse (Lipsk, 1783). Całkowicie niezależnie od tego Anton wspomina jednak w innej części swojej twórczości o Schleifbergu i jego słowiańskiej nazwie Praschwiza. Siedem lat później, w Lausizisches Wochenblatt po raz pierwszy wspomina się o górze Czernebog, również tutaj jako o nieokreślonej górze w pobliżu Wuißke i z oczywistym nawiązaniem do pisarstwa Antona. W 1791 r. w 6. numerze Lausizische Monatsschrift dzisiejszy Czorneboh jest wyraźnie oznaczony w ten sposób. Współczesny Adolf Traugott von Gersdorff w swoich rysunkach topograficznych po raz pierwszy opisał tę górę jako „Góra Meschwitz lub Zschernebug” w 1789 r. i zachował tę nazwę (później napisane Tschernebog).
W 1780-1806 powstała saksońska seria map wojskowych. W niej góra została wpisana z podwójną nazwą „Schleifenberg /Zschernebog”. Skały szczytu górskiego nosiły nazwę „Piekło” i „Diabelskie Kamienie”. Z Meschwitz (w 1885 r. 94% mieszkańców serbołużyckich) pochodzi protokół z 1804 r., w którym góra nazywa się „Zschorna-Bogk”, również jako kierunek drogi.

W aktach miasta Budziszyna, które było właścicielem góry, do XIX wieku można znaleźć tylko nazwy Schleifberg, Exanberg lub Finsterwald.

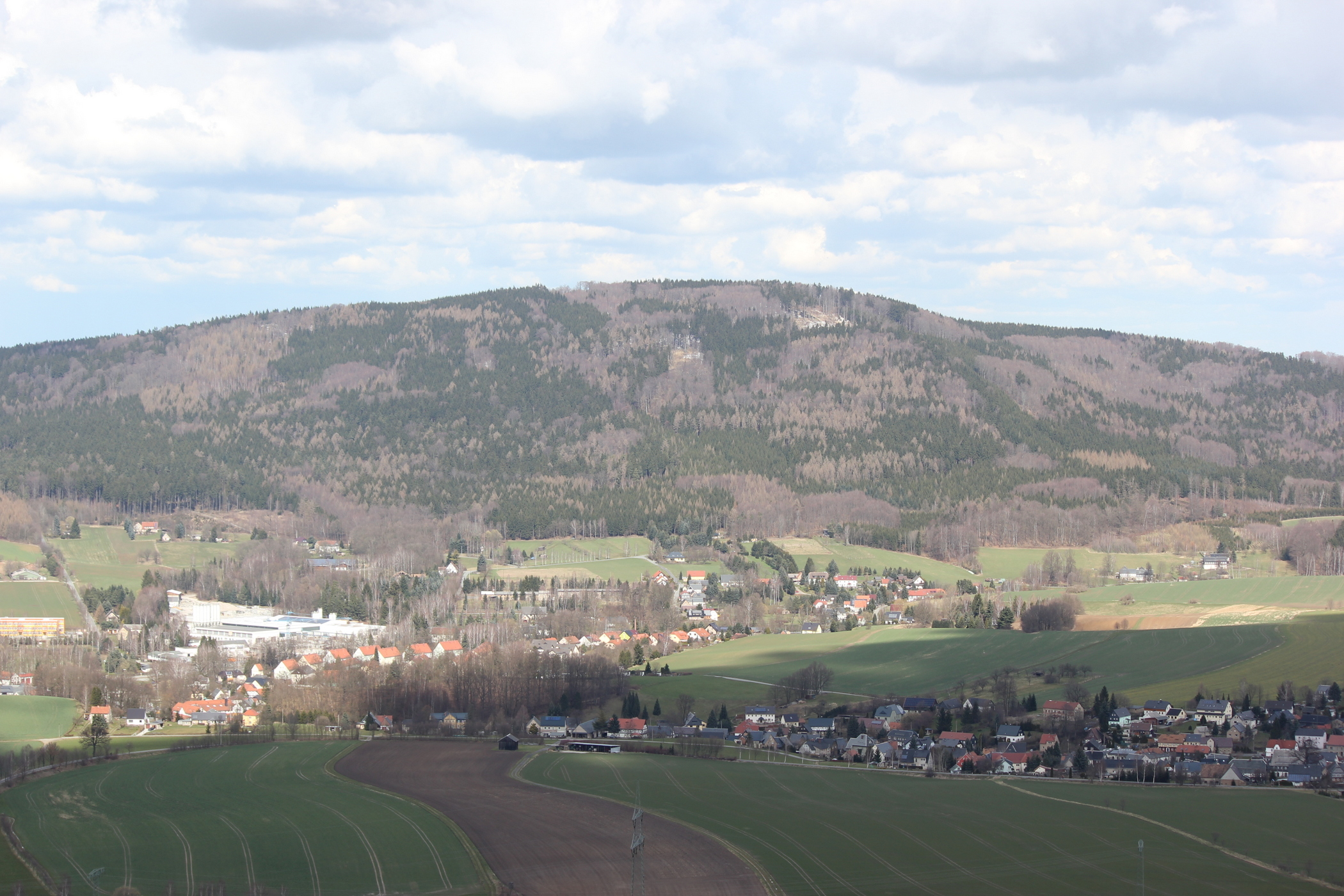
Południowa strona góry z Cunewalde na pierwszym planie.

Niesiona przez ducha romantyzmu, nazwa Czorneboh stała się do połowy XIX wieku jedyną nazwą góry. Diabelskie opowieści i legendy o rzekomym słowiańskim miejscu kultu na Czorneboh dobrze kojarzą się z nazwą. Karl Benjamin Preusker wspominał w swoim dziele Ober-Lausitzische Altertümer z 1828 roku różne legendy i wiele bajek ludowych, które miały miejsce wokół skał Czorneboh. Przykładowo, o wyroczni bogów, miejscach diabłów, pielgrzymkach i ofiarach "pogańskich reakcji", a także spekulacjach na temat zniszczenia i zakopania „starożytnych przedmiotów”. W swojej późniejszej, obszerniejszej pracy z 1841 r. pokazał nawet szczegółową mapę z różnymi legendarnymi miejscami, takimi jak diabelska ambona, diabelskie okno, piekło i kociołek (kociołek ofiarny). Pierwsze szczegółowe legendy pojawiły się w 1839 roku w Volkssagen und volksthümliche Denkmale der Lausitz Heinricha Gottloba Gräve'a, a do połowy wieku jest ich już ponad pół tuzina.
W 1927 r. ksiądz z Budziszyna, historyk i kronikarz Erwin Wienecke wyraził się krytycznie o dyskusji na temat nazwy góry: „Opinia publiczna była bardziej zainteresowana bezowocną „wolą udowodnienia” niż logicznym, definitywnym rozwiązaniem”. Zainicjował zmianę niemieckiej nazwy Czorneboh na Schleifberg, która została udokumentowana w 1571 r. i była jego zdaniem jedyną poprawną nazwą. Jego zdecydowany nacisk spotkał się z poparciem ruchów narodowosocjalistycznych decydentów i stał się wiążący w trakcie germanizacji nazw miejscowości. W 1937 roku, z powodu konfliktu o zmianę nazwy, Wl. Schütze, Friedrich Sieber i Pawoł Nedo przeprowadzili wywiady ze starszymi Serbami łużyckimi w okolicach Czorneboh w tajemnicy. Okazało się, że niektórzy z rozmówców mówili „Na Čornyboh” i mieli na myśli „na Czarnego Boga”, ale czasami mówili też „Na Čornyboku” i mieli na myśli „na czarnym boku” góry w sensie strony cienistej lub północnej. Możliwe, że podobieństwo słów doprowadziło do zamieszania. Określenie Schleifberg było do tej pory zupełnie nieznane wszystkim przesłuchiwanym Łużyczanom. Zmiana nazwy na Schleifberg została wycofana po 1945 roku.
Oprócz Antona słowiańską nazwę „Prašwica” w 1712 r. wymienia jeszcze serbołużycki ksiądz, historyk i językoznawca Abraham Frencel, który w ten sposób nazwał północą część góry. Wyprowadził ją z górnołużyckiego prašca („prosić”; niemiecki: „fragen”) i przetłumaczył jako „Frageort” lub „Frageberg”. Przez długi czas interpretacja ta była uważana za dowód dawnego miejsca kultu z wyrocznią na szczycie góry, typowego dla religii słowiańskiej. W 1910 r. serbołużycki folklorysta Jan Awgust Jenč zaprzeczył interpretacji Frencela, zakładając, że wywodzi się ona z rzadziej używanego górnołużyckiego prašiwy czyli parszywych, złych, zdegenerowanych lub nędznych. Dziś ta interpretacja dominuje i uważa się, że mogła oznaczać trudną wspinaczkę na górę lub kamienie, które nie nadawały się do obróbki.

## Wieża widokowa i restauracja

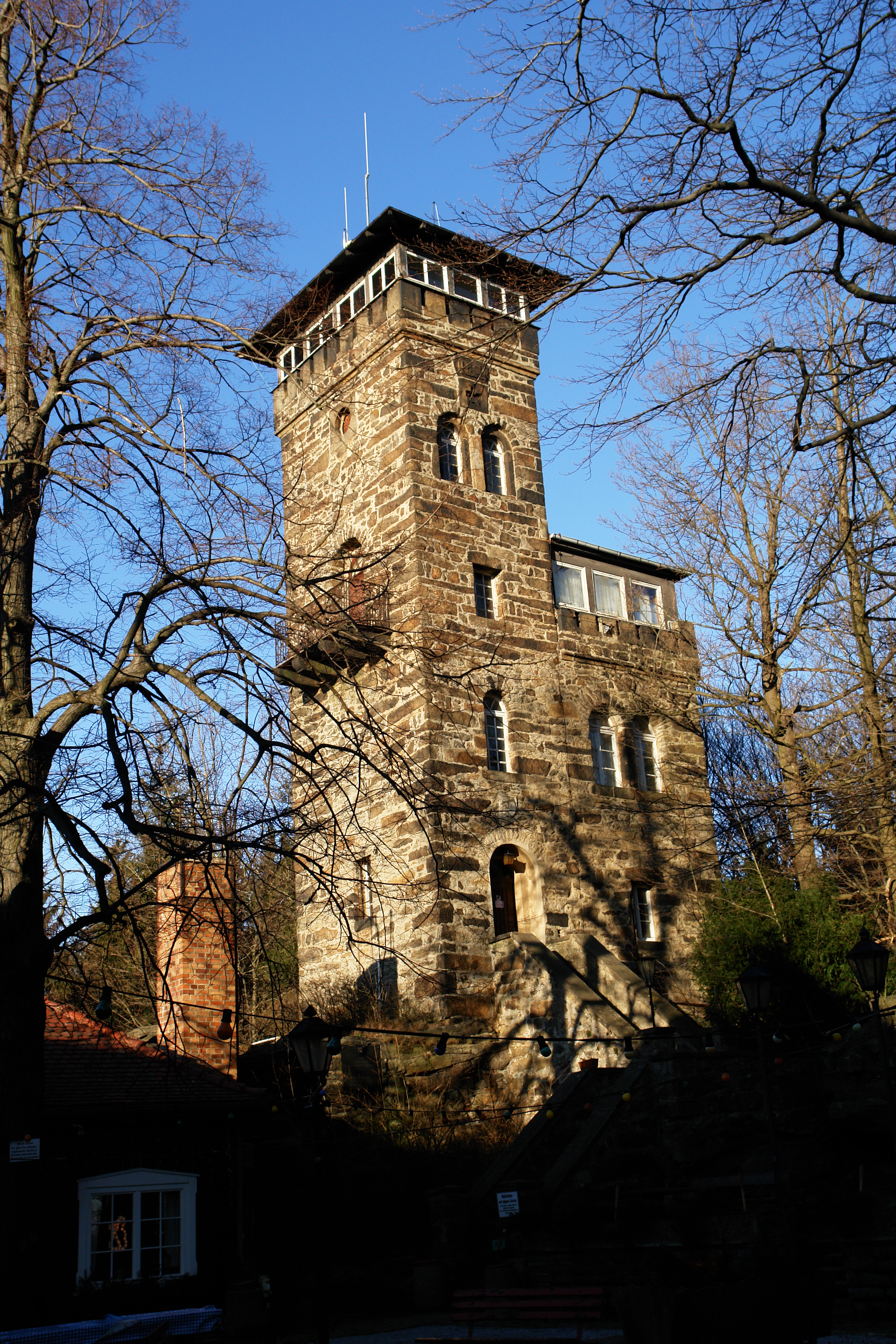
Wieża widokowa na Czornoboh.

Na górze znajduje się wieża widokowa z XIX wieku o wysokości 23 m. oraz restauracja z ogrodem piwowarskim. O budowę wystąpił w 1850 r. leśniczy Karl Friedrich Walde z Wuischke w radzie miasta Budziszyn. Najpierw wieża została zbudowana według projektu architekta Traugotta Hobjana z Budziszyna. Została ukończony 17 maja 1851 roku i otwarta wraz z karczmą w 1852 roku. W 1856 roku ukończono budowę studni. Kamienna wieża jest najstarszą tego typu w Górnych Łużycach. W 1928 roku wieża otrzymała drewnianą konstrukcję, ale 19 grudnia 1944 roku spłonęła. Ze względu na bliskość Budziszyna i dobrą infrastrukturę na górze, szczyt Czorneboh jest popularnym celem wycieczek. 
Restauracja została tymczasowo zamknięta od 1 października 2013 roku, a następnie gruntownie odnowiona przez miasto Budziszyn. Obejmowało to dach, ściany, podłogi, ogrzewanie, wentylację i urządzenia sanitarne. Ponadto, kuchnia została całkowicie odnowiona. Od 16 kwietnia 2016 roku Czornebohbaude jest ponownie otwarte dla turystów i pieszych.

## Miejsce kultu religijnego
Jeszcze zanim Czorneboh otrzymał tę mitologicznie nacechowaną nazwę, grupa kamieni na jego szczycie kojarzyła się z ideą słowiańskiego miejsca kultu na górze. Konrad Bothe pośrednio wspomina w swojej Kronice Sasów z 1492 roku, że kamienie odgrywały rolę w kulcie Słowian na Łużycach, informując o roku 1116 i zniszczeniu idola Flinsa, który stał na „skałce Flinsa”. Archeologia nie znalazła żadnych dowodów na jakąkolwiek funkcję naturalnie utworzonej grupy kamieni na Czorneboh.
Na wschodnim wzniesieniu łańcucha Czorneboh na Hochstein znajduje się grupa skalna  z prehistorycznym wałem. W 1841 roku Karl Benjamin Preusker podejrzewał w nim pogańskie miejsce ofiarne. Badania archeologiczne około 1900 r. ujawniły zastosowanie słowiańskie lub średniowieczne. Kwestii funkcji miejsca nie udało się wyjaśnić. Około 1350 roku skały miały służyć bandzie rabusiów jako kryjówka, dlatego na starych mapach miejsce to było również nazywane zamkiem rabunkowym.
Na Łużycach znajdują się pozostałości około 30 słowiańskich wałów obronnych, do 10 z nich można dojść marszem w godzinę od podnóża Czorneboh (Blösa, Zschorna, Kirschau, Niethen, Lauske, Doberschau, Schöps (2×), Nechen, Belgern).
Z odkrycia kamiennego topora i słowiańskich odłamków w Halbendorfie, znalezisk z epoki brązu w Köblitz i licznych serbołużyckich nazw pól w dolinie Cunewald można wywnioskować, że południe Czorneboh było zamieszkałe również w czasach prehistorycznych. Duża gęstość prehistorycznych dowodów na i wokół pasma górskiego sprawia, że religijne znaczenie góry wydaje się przynajmniej możliwe.
Na Schmoritz, na zachodnim przedgórzu pasma Czorneboh, zachowały się także pozostałości muru obwodowego. Prawdopodobnie w czasach słowiańskich służyło on jako miejsce wytapiania żelaza. Pas Chorneboh stanowi także południową granicę obszaru osadniczego kultury łużyckiej w epoce brązu.

## Legendy
Chociaż Czorneboh jako historyczne miejsce kultu nie zostało jeszcze udowodnione archeologicznie, to już we wczesnym okresie nowożytnym był miejscem projekcyjnym dla różnych mitologicznych idei. Jego głównym elementem była grupa skał na szczycie góry. Uważano, że można w nich zobaczyć ołtarze ułożone w stosy z misami ofiarnymi, uchwytami na pochodnie i „otworami na pytania”. Na pobliskim Hromadniku widziano, ze względu na swoją nazwę, stare słowiańskie miejsce spotkań. W połączeniu z odrodzeniem się regionalnych zainteresowań historycznych i opinią historiografów średniowiecznych i wczesno-nowoczesnych, stało się oczywiste, że na Finsterwaldzie („ciemny, czarny las”) znalazł się również kult Czarnoboga, a przynajmniej jakiegoś bóstwa nocy i śmierci. Do tego dochodzą klasyczne toposy chrześcijańskie, takie jak „Diabelska Stopa”, kamień z odciskami w kształcie kopyta, czy „Diabelskie Okno” (jednocześnie wspomniane „otwory na pytania”) z towarzyszącą mu legendą „Diabelskiego Okna na Czorneboh”. Analogicznie do Czarnego Boga–Czorneboh stoi Biały Bóg–Bieleboh. Helmold pośrednio wspomniał o tym bogu jako o "bogu szczęścia". Być może jest on identyczny ze słowiańskim bogiem słońca Świętowitem. Ten „Biały Bóg” otrzymał także górę na Górnych Łużycach. Znajduje się naprzeciwko Czorneboh, na skraju znanego wcześniej obszaru osady Milczanów. W saksońskich arkuszach z lat 1780-1806 została ona zarejestrowana w tym samym czasie co „Zschernebog” jako „Pilobogg lub Beyersdorferberg”. W 1841 r. Karl Benjamin Preusker narysował kamienną formację szczytu górskiego, o którym mówi legenda, który nazwał „Ołtarzem Białoboga”. Zakres, w jakim świętość tego miejsca jest zwykłą spekulacją lub rzeczywistą tradycją, jest dyskusyjny.
Przykładowe legendy związane z Czornebog: „Komnata golbinów na Czorneboh“, „Okno diabła na Czorneboh“, „Fiolet z Czorneboh“, „Diabelska sadzawka na Czorneboh“, „Złota piwnica na górze Frageberg“, „Czarnobóg i Białobóg“.

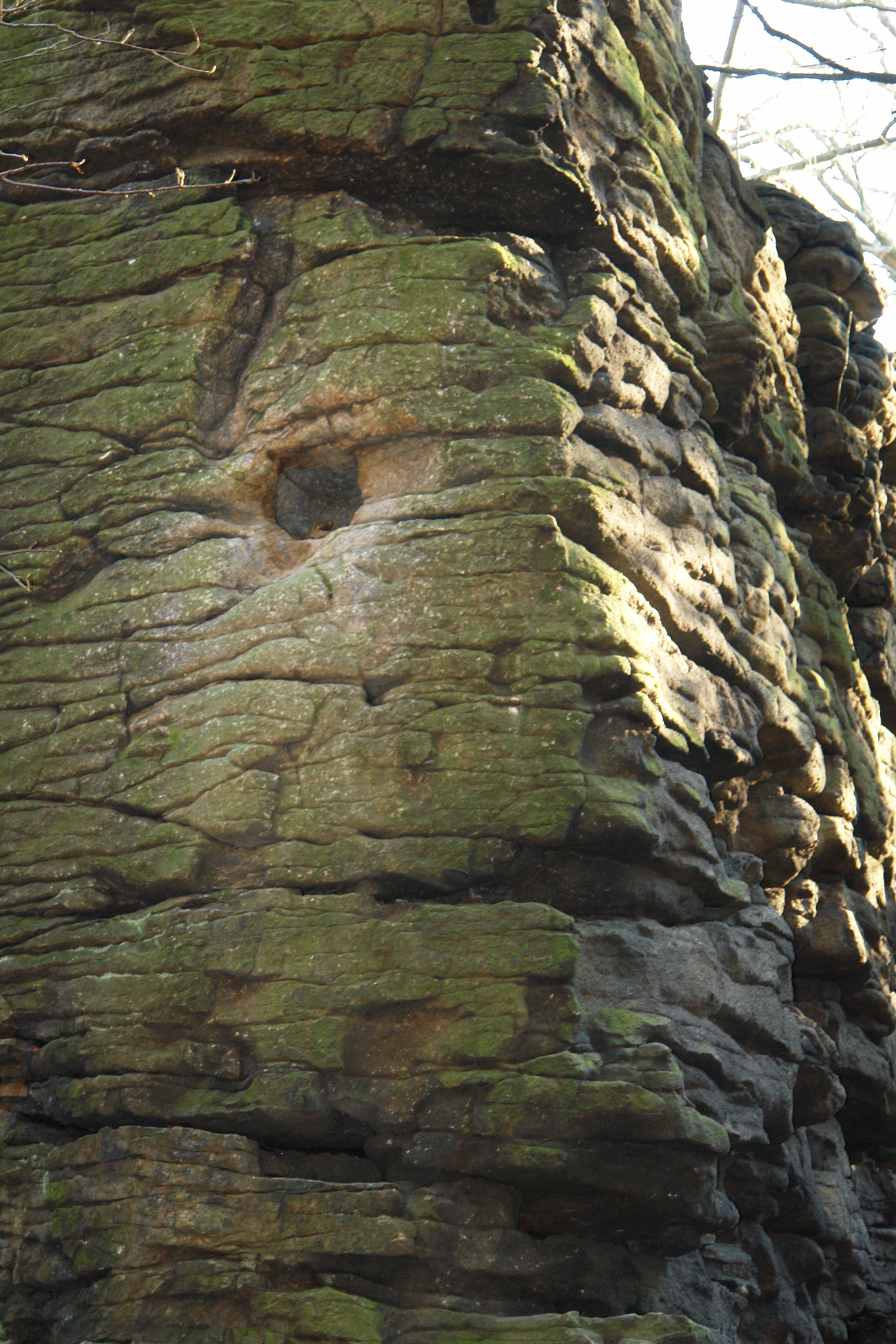
„Okno Diabła” lub „otwór na pytania”.
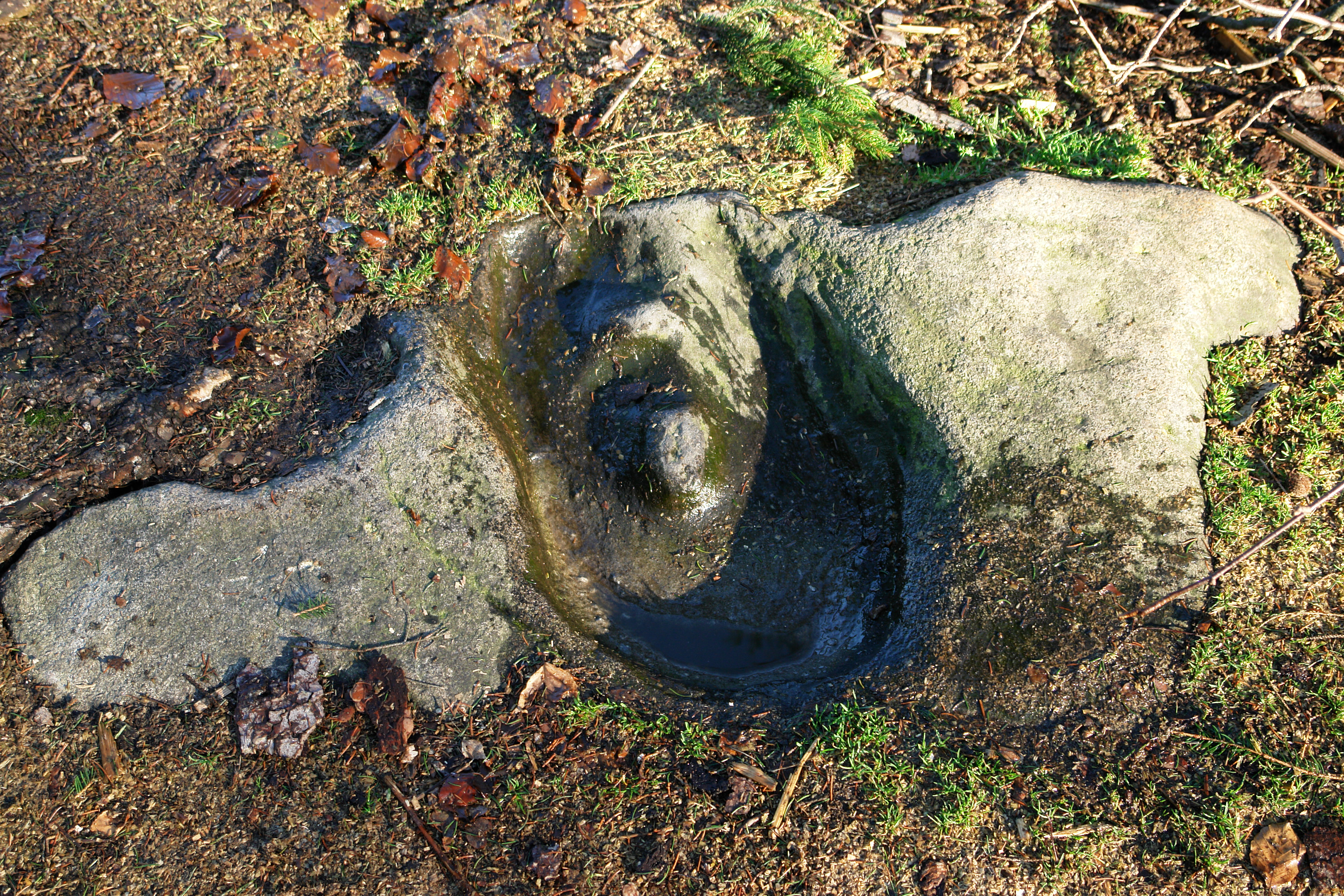
„Diabelska Stopa”.
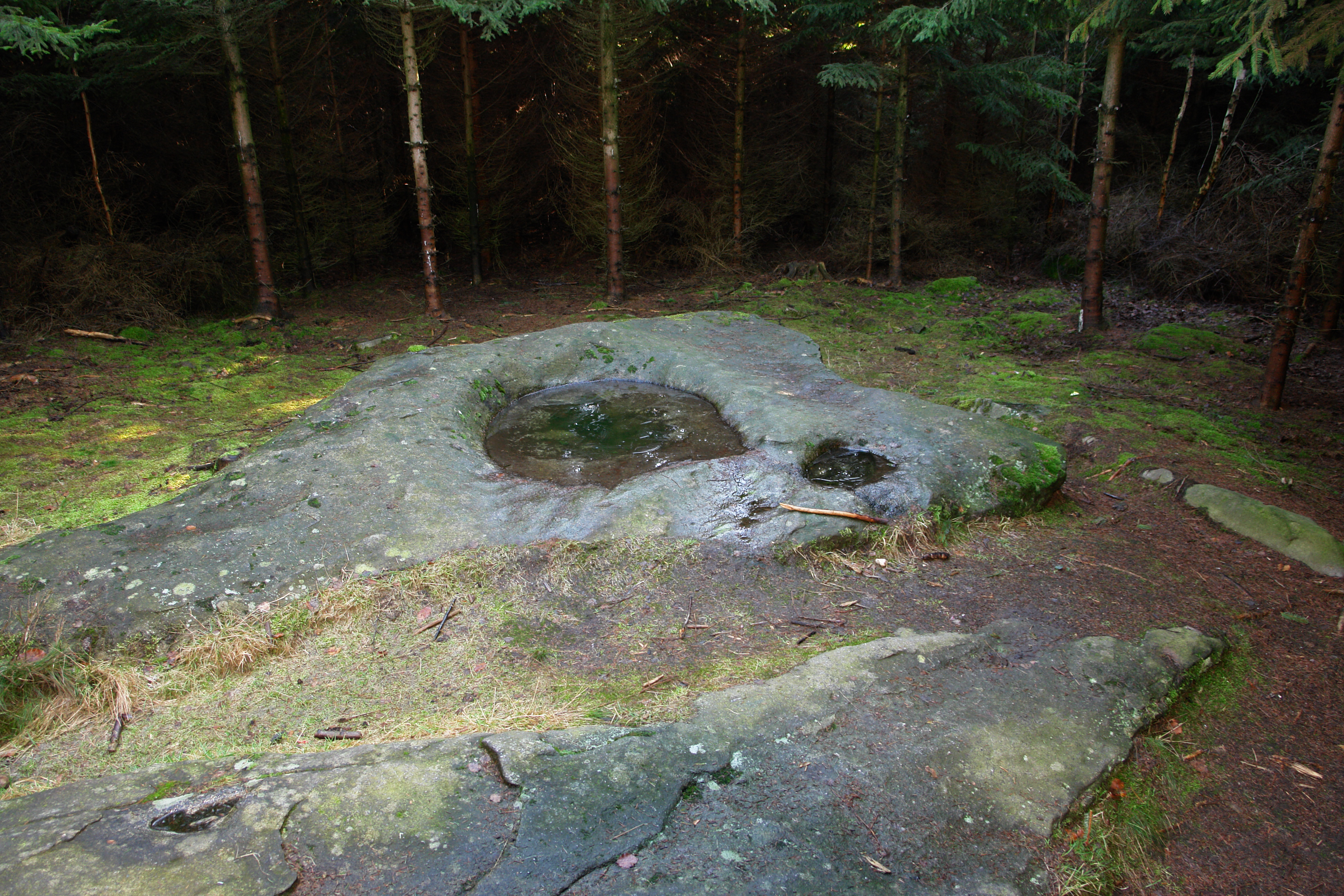
„Basen ofiarny“.

## Zjawisko słoneczne
Od 2008 roku obserwatorium publiczne i szkolne Bruno-H.-Bürgel w Sohland/Spree, departament Archaeoastronomii, bada różne skały w Górnych Łużycach pod kątem ich przydatności do kalendarzowych obserwacji słonecznych. Na szczycie Czorneboh stwierdzono, że formacje skalne „Ente” i „Teufelstisch” (dziś „Teufelskanzel von Rachlau”) nadają się do prowadzenia kalendralnych obserwacji słonecznych, a wpływ człowieka na ustawianie kalendralnych otworów widokowych został uznany za możliwy. Archeo-astronomicznemu projektowi badawczemu nadano nazwę "Projekt - Ręka Bogów", a obiekty skalne, które pokazują kalendarzowe zjawisko obserwacji słonecznej, zostały potraktowane jako "słoneczne sanktuaria Górnych Łużyc".

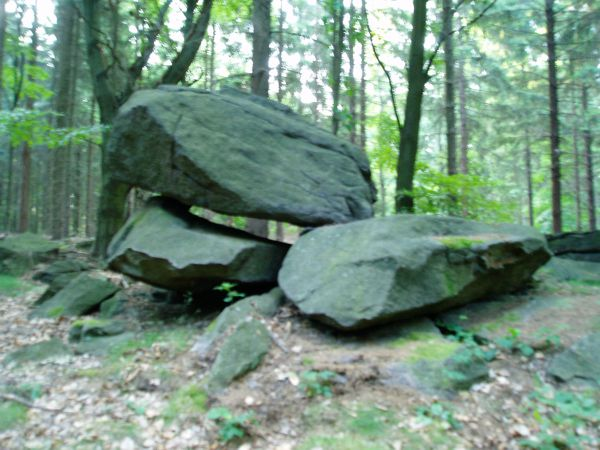
„Ente“, stacja obserwacyjna wschodu i zachodu słońca podczas przesilenia.
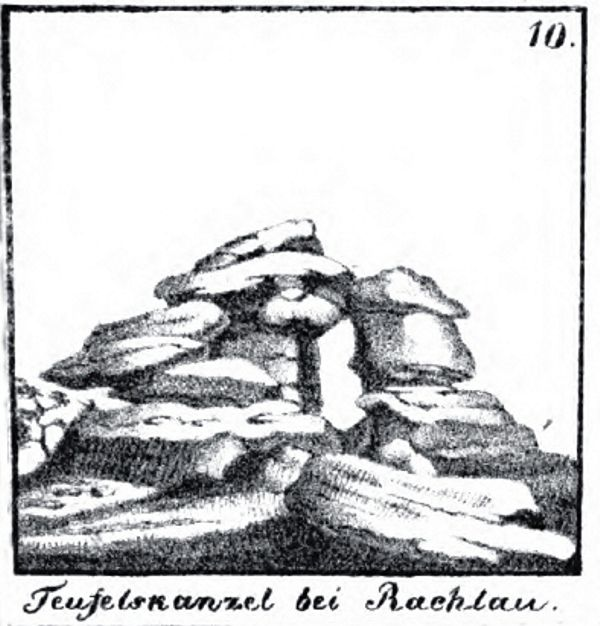
„Teufelskanzel von Rachlau“, Rysunek Karla Preuskera 1841.
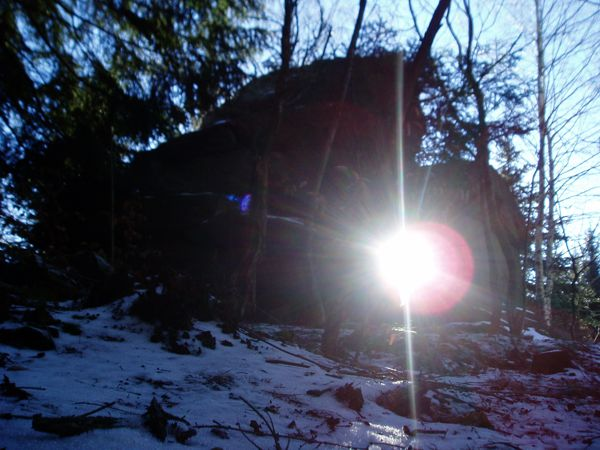
„Teufelskanzel von Rachlau“, Przesilenie zimowe o zachodzie słońca około południa, 2007 r.

## Literatura
- Erwin Wienecke: Czorneboh und Bieleboh. Eine quellenkritische Studie aus dem Gebiet der slawischen Religionsgeschichte. w: Bautzener Geschichtshefte 4.6 (1927), s. 205–240.
- Zwischen Strohmberg, Czorneboh und Kottmar. Wyd. 1. T. 24. Berlin: Akademie Verlag, 1974, seria: Werte der deutschen Heimat. Brak numerów stron w książce
- Korneliusz Gurlitt: Amtshauptmannschaft Bautzen (I. Teil) Beschreibende Darstellung der älteren Bau- und Kunstdenkmäler des Königreichs Sachsen. Drezno: Meinhold, 1908, s. 52, seria: Werte der deutschen Heimat.
- Karl Preusker: Blicke in die vaterländische Vorzeit, Lipsk 1841
- Ralf Herold: Die Fährte des Lichts – Projekt Götterhand – Sonnenheiligtümer der Oberlausitz. Sternwarte Sohland/Spree, Books on Demand, Norderstedt 2020, ISBN 978-3-7519-5892-9